# Reial Cos de la Noblesa de Catalunya
El Reial Cos de la Noblesa de Catalunya és una corporació nobiliària successora del Braç Militar de Catalunya, fundada el 1888 per la unió de la Confraria de la Soledat de la ciutat de Barcelona i d'aquella institució representant a les diverses corts dels reis d'Aragó alhora comtes de Barcelona, etc., durant l'Antic Règim. Els cavallers i dames que en formen part, amb títol nobiliari o sense, es reuneixen a la seva seu, actualment al carrer de Palau 4, de Barcelona, i celebren missa a la catedral de Barcelona la diada de Sant Jordi, patró de la noblesa catalana, aragonesa, etc. També havien fet processó pel dia de Corpus Christi des de la catedral. Fins al 1998 es troben recollits al llibre de Lluís Bru de Sala i Armand de Fluvià (1998) quant al Llibre Verd, en dos volums, en què s'inscriu cada membre de la corporació. La seva seu és el palau del carrer de Palau 4, del Barri Gòtic de Barcelona.
Hi ha un president-protector amb una junta i assessors. L'actual és Jordi de Camps i Galobart, V marquès pontifici de Camps i IV baró d'Algerri. Es conserven en arxius d'institucions públiques (BC, ANC, ACA, AHNE, BNE...) i privades així com l'arxiu propi de la corporació documentació de membres antics i actuals, els quals es troben en el Llibre Verd en dos volums, en el segon dels quals encara s'hi inscriuen els nous cavallers i dames, descendents d'anteriors, recollits a Bru de Sala-Fluvià (1998) i en la bibliografia indicada.
Al Nobiliari General Català d'Armand de Fluvià, s'hi recullen les genealogies dels llinatges nobiliaris catalans o que tenen a veure amb el Principat de Catalunya (Fluvià (2014 i ss.) així com les informacions del Nobiliari del Reial Cos de la Noblesa de Catalunya (Bru de Sala-Fluvià (1998)).